# 猪俣喜藤
猪俣 喜藤（いのまた きふじ、1885年〈明治18年〉2月13日 - 1964年〈昭和39年〉4月30日）は、日本の内務官僚。大分県東国東郡国東町長。

## 経歴
大分県東国東郡北江村（国崎村、国東町を経て現国東市）出身。1912年（明治45年）に東京帝国大学法科大学政治科を卒業し、高等文官試験に合格した 。逓信管理局書記、秋田県属、同河辺郡長、広島県佐伯郡長、鹿児島県理事官を経て、宮城県書記官・学務部長、石川県書記官・学務部長を経て、1929年（昭和4年）に福岡県書記官・学務部長に就任した。
1931年（昭和6年）に退官した後は、別府市、岡山市、尼崎市の助役を歴任した。1945年（昭和20年）6月には帰郷し、公選初代国東町長に当選した。1950年（昭和25年）退任した。